# 400 mètres féminin aux championnats du monde d'athlétisme en salle 2016
Pour un article plus général, voir Championnats du monde d'athlétisme en salle 2016.
Navigation
2014 2018
Le 400 mètres féminin des Championnats du monde en salle 2016 s'est déroulé les 18 et 19 mars 2016 à Portland, aux États-Unis.

## Faits marquants
La première série est la plus rapide, avec 52 s 27 pour la recordwoman d'Asie, la Bahreinienne Kemi Adekoya. Les deux Américaines Ashley Spencer et Quanera Hayes remportent chacune sa série, tandis que la Jamaïcaine Chrisann Gordon abandonne après avoir empiété sur le bord de la piste.
En demi-finale, Adekoya, une spécialiste du 400 m haies, remporte sa course en 51 s 47, un nouveau record d'Asie en salle, devant Hayes, qui termine en 51 s 54, et la Jamaïcaine Stephenie Ann McPherson. La Zambienne Kabange Mupopo est quatrième avec un nouveau record national, mais éliminée puisque seules les trois premières de chaque course sont qualifiées. Dans l'autre demi-finale, Spencer s'impose en 52 s 39.
En finale, Adekoya offre au Bahreïn son premier titre en championnats du monde en salle. Elle améliore pour la quatrième fois de la saison le record d'Asie, de 2 centièmes, pour le porter à 51 s 45. Les deux Américaines Spencer et Hayes complètent le podium.

## Médaillées
| Or           | Argent         | Bronze        |
| Kemi Adekoya | Ashley Spencer | Quanera Hayes |

## Résultats

### Finale
| Rang               | Athlète                 | Nationalité | Temps   | Notes |
| ------------------ | ----------------------- | ----------- | ------- | ----- |
| Médaille d'or      | Kemi Adekoya            | Bahreïn     | 51 s 45 | AIR   |
| Médaille d'argent  | Ashley Spencer          | États-Unis  | 51 s 72 |       |
| Médaille de bronze | Quanera Hayes           | États-Unis  | 51 s 76 |       |
| 4                  | Stephenie Ann McPherson | Jamaïque    | 52 s 20 |       |
| 5                  | Justyna Święty          | Pologne     | 52 s 46 |       |
| 6                  | Iveta Putalová          | Slovaquie   | 54 s 39 |       |

### Demi-finales
Qualification : Les trois premières de chaque demi-finales sont qualifiées pour la finale.
| Rang | Série | Nom                     | Nationalité        | Temps | Notes |
| ---- | ----- | ----------------------- | ------------------ | ----- | ----- |
| 1    | 2     | Oluwakemi Adekoya       | Bahreïn            | 51.47 | Q AIR |
| 2    | 2     | Quanera Hayes           | États-Unis         | 51.54 | Q     |
| 3    | 2     | Stephenie Ann McPherson | Jamaïque           | 51.91 | Q SB  |
| 4    | 1     | Ashley Spencer          | États-Unis         | 52.39 | Q     |
| 5    | 2     | Kabange Mupopo          | Zambie             | 52.68 | NIR   |
| 6    | 2     | Małgorzata Hołub        | Pologne            | 52.73 | SB    |
| 7    | 1     | Justyna Święty          | Pologne            | 53.00 | Q     |
| 8    | 1     | Iveta Putalová          | Slovaquie          | 53.13 | Q     |
| 9    | 1     | Bianca Razor            | Roumanie           | 53.34 |       |
| 10   | 1     | Lisanne de Witte        | Pays-Bas           | 53.35 |       |
| 11   | 2     | Grace Claxton           | Porto Rico         | 53.67 |       |
| 12   | 1     | Samantha Edwards        | Antigua-et-Barbuda | 54.67 |       |

### Séries
Qualification : Les deux premières de chaque série (Q) et les quatre plus rapides au temps (q) sont qualifiées pour les demi-finales.
| Rang | Série | Nom                     | Nationalité               | Temps   | Notes     |
| ---- | ----- | ----------------------- | ------------------------- | ------- | --------- |
| 1    | 1     | Oluwakemi Adekoya       | Bahreïn                   | 52 s 27 | Q         |
| 2    | 1     | Stephenie Ann McPherson | Jamaïque                  | 52 s 56 | Q         |
| 3    | 1     | Kabange Mupopo          | Zambie                    | 52 s 72 | q NIR     |
| 4    | 2     | Ashley Spencer          | États-Unis                | 52 s 96 | Q         |
| 5    | 4     | Quanera Hayes           | États-Unis                | 52 s 98 | Q         |
| 6    | 4     | Małgorzata Hołub        | Pologne                   | 53 s 15 | Q         |
| 7    | 2     | Lisanne de Witte        | Pays-Bas                  | 53 s 19 | Q         |
| 8    | 4     | Bianca Răzor            | Roumanie                  | 53 s 27 | q         |
| 9    | 1     | Samantha Edwards        | Antigua-et-Barbuda        | 53 s 70 | q         |
| 10   | 2     | Grace Claxton           | Porto Rico                | 53 s 97 | q         |
| 11   | 3     | Justyna Święty          | Pologne                   | 54 s 25 | Q         |
| 12   | 3     | Iveta Putalová          | Slovaquie                 | 54 s 53 | Q         |
| 13   | 3     | Ashley Kelly            | Îles Vierges britanniques | 54 s 95 |           |
| 14   | 1     | Amaliya Sharoyan        | Arménie                   | 55 s 13 | SB        |
| 15   | 4     | Djénébou Danté          | Mali                      | 55 s 76 | NIR       |
| 16   | 2     | Christina Francisco     | Guam                      | 60 s 08 | NIR       |
| -    | 3     | Chrisann Gordon         | Jamaïque                  | DNF     |           |
| -    | 4     | Tjipekapora Herunga     | Namibie                   | DQ      | R163.3(b) |
| -    | 2     | Hindi Abdiqadir Abdi    | Somalie                   | DNS     |           |

## Légende
Records et Performances
- AR : Record continental (area record)
- CR : Record des championnats (championship record)
- MR : Record du meeting (meet record)
- NR : Record national (national record)
- OR : Record olympique (olympic record)
- PR : Record paralympique (paralympic record)
- PB : Record personnel (personal best)
- SB : Meilleure performance personnelle de la saison (season's best)
- WL : Meilleure performance mondiale de l'année (world leader)
- WJR : Record du monde junior (world junior record)
- WR : Record du monde (world record)

Circonstances et Conditions
- DNF : N'a pas terminé (did not finish)
- DNS : N'a pas pris le départ (did not start)
- DQ : Disqualification (disqualification)
- NM : Aucun essai valable enregistré (No Mark)
- Q : Qualifié « directement » au prochain tour (ou à la prochaine compétition), lors d'une compétition majeure, grâce au classement ou à la réalisation des minima (automatic qualifier)
- q : Qualifié au prochain tour (ou à la prochaine compétition), lors d'une compétition majeure, grâce au repêchage ou à la réalisation de l'une des meilleures performances parmi celles des « non qualifiés directement » (grâce au meilleur temps ou à la meilleure distance par exemple) (secondary qualifier)